# 三陸浜街道
三陸浜街道（さんりくはまかいどう）とは、宮城県仙台市と青森県青森市を結ぶ、現在の国道45号に相当する区間の旧街道のうち、宮城県気仙沼市から三陸海岸を縦断し、青森県八戸市に至る街道。

## 概要
浜街道（三陸浜街道）は、仙台藩、盛岡藩、八戸藩にまたがる脇街道の総称である。
宮城県気仙沼市から青森県八戸市までの全区間の景勝地が三陸復興国立公園に指定されており、地形的に岩手県宮古市の閉伊川を境に北は海岸段丘が発達し、南はリアス式海岸となっている。

### 仙台藩領
「奥州仙台領中道程記」には相馬境から唐丹（釜石市）境までを「浜道筋（はまみちすじ）」と記され、仙台城の城下町の北目町から、気仙郡までの街道を「南部海道」「気仙道」などと称した。
仙台・南部両藩の境目は、気仙郡と閉伊郡の間に位置する石塚峠であり、峠の入口の仙台藩側には本郷御番所、南部藩側には平田御番所が設けられていた。

### 南部藩領
寛永18年（1641年）、南部藩は街道の改修工事と四十二町を一里とする七里塚の建造を命じている。慶安2年（1649年）、「大道筋（奥州之内南部領海陸道規帳）」において、「海辺道（うみべみち）」と呼ばれ、太平洋岸の海岸通りを経由していた。
- 平田坂石塚境目 － 平田 － 釜石 － 大槌 － 山田 － 宮古 － 小本 － 普代 － 野田 － 大川目（現・久慈） － 種市 － 八戸 [† 2] － 百石 － 平沼 － 尾駮（おぶち） － 白糠 － 猿ヶ森 － 尻森 － 尻屋 － 大畑 - 大間 － 長後

#### 盛岡藩領
八戸藩分立が寛文4年（1664年）にあり、九戸郡野田村（盛岡藩領）と久慈（八戸藩領）が藩境となり、藩境には塚が築かれた。盛岡藩領の東海岸の「東浜街道」または「三閉伊通」（大槌通・宮古通・野田通）と呼ばれた、現在の釜石市からに久慈市かけて海岸線に沿い街道が整備されていた。宮古湊のあった鍬ヶ崎浦と代官所のある宮古村の二つの町は、閉伊川の河口に開け、陸中沿岸で獲れた海産物の移出や東北太平洋岸海運の要所として廻船問屋や海産物の仲買商人たちが軒を並べて賑わった。また、寛永年間には宮古街道（閉伊街道）も整備され、盛岡の外港として重要視された。

##### 宿場・伝馬継所
「封内貢賦記」天和年中（1681年～1683年）による。すべて現在の岩手県内
- 釜石（釜石市）
- 大槌（上閉伊郡大槌町）
- 山田（下閉伊郡山田町）
- 豊間根
- 津軽石（宮古市）
- 宮古
- 崎山
- 田老
- 乙部
- 摂待
- 小本（下閉伊郡岩泉町）
- 大芦
- 田野原（下閉伊郡田野畑村）
- 普代（下閉伊郡普代村）
- 野田（九戸郡野田村）
- 久慈（久慈市）

#### 八戸藩領
久慈から八戸城下への本道は山間の道である「久慈街道」を経由していた。この他に八戸城下へは、浜街道と称される２つの道があり、近世中期頃までの主要道としては、海辺道と呼ばれていた、種市中心部の南、鹿糠から山手の城内地区に入り、そこから八戸に至る「新井田街道（別称 浜街道）」があったが、九戸郡侍浜以北の海岸部には、盛岡藩北野牧や八戸藩広野牧などの原野に放牧していた藩営牧場があり通行が制限されており、幕末期には、鉄・塩などの流通拡大や港湾利用の増加により、もう一つの海沿いの各集落を北上し、八戸城下にいたる「海岸通り」が主要道となっていった。また明治以降、新井田街道が国道へ編入され、海沿いの街道と並行して国鉄八戸線が敷設されたことにより、立場が逆転した。

## 三陸浜街道
三陸浜街道と呼ばれるようになったのは明治時代に入ってからで、明治14年の県記録に三等国道として、宮城県下気仙沼を経て岩手県に入り、三陸海岸を経過して青森県下に通ずる沿岸郡村の陸上交通線の総称で、現在の国道45号にほぼ合致している。

### 伝馬継所
三等国道 浜街道（1881年（明治14年））
- 気仙
- 氷上（陸前高田市）
- 盛（大船渡市）
- 吉浜（気仙郡三陸町）
- 小白浜（釜石市唐丹町）
- 釜石
- 大槌（上閉伊郡大槌町）
- 船越（下閉伊郡山田町）
- 山田
- 津軽石（宮古市）
- 宮古
- 田老
- 小本（下閉伊郡岩泉町）
- 田野原（下閉伊郡田野原村）
- 普代（下閉伊郡普代村）
- 宇部（久慈市）
- 久慈
- 種市（九戸郡洋野町）
- 八戸